# Antikes Kupferbergwerk Zhaobishan
Das Zhaobishan-Kupferbergwerk (照壁山铜矿遗址,  Zhàobì Shān tóngkuàng yízhǐ, englisch Former Site of Ancient Zhaobishan Copper Mine/Zhaobi Mountain Copper Mine Site) ist ein antikes, bis auf die Zeit der Han-Dynastie zurückgehendes Kupferbergwerk im Zhaobi-Gebirge (Zhaobi Shan). Es befindet sich im Norden des Gebiets der Großgemeinde Zhenluo (镇罗镇) des Stadtbezirks Shapotou von Zhongwei in Ningxia. Es handelt sich um das älteste Kupferbergwerk in Nordwestchina. Die Stätte wurde vom Stadtmuseum Zhongwei untersucht.
Das Zhaobishan-Kupferbergwerk steht seit 2006 auf der Liste der Denkmäler der Volksrepublik China (6-215).